# Коле Сан Франческо (Фрозиноне)
Коле Сан Франческо је насеље у Италији у округу Фрозиноне, региону Лацио.
Према процени из 2011. у насељу је живело 6 становника. Насеље се налази на надморској висини од 90 м.